# Danthonia
Danthonia, Notodanthonia o Joycea és un gènere de plantes de la família de les poàcies, ordre de les poals, subclasse de les commelínides, classe de les liliòpsides, divisió dels magnoliofitins.

## Taxonomia
- Danthonia alpina Vest
- Danthonia cachemyriana Jaub. & Spach
- Danthonia californica Bol.
- Danthonia cirrata Hack. & Arechav.
- Danthonia compressa Austin
- Danthonia cunninghamii Hook. f.
- Danthonia decumbens (L.) DC.
- Danthonia dimidiata Vickery
- Danthonia dregeana (Nees) Steud.
- Danthonia fortunae-hibernae Renvoize
- Danthonia geniculata  J.M.Black
- Danthonia gracilis Hook.f.
- Danthonia intermedia Vasey
- Danthonia linkii
- Danthonia longifolia R.Br.
- Danthonia montevidensis Hack. & Arechav.
- Danthonia nivicola Vickery
- Danthonia nudiflora P.Morris
- Danthonia parryi Scribn.
- Danthonia pauciflora R.Br.
- Danthonia procera Vickery
- Danthonia sericea Nutt.
- Danthonia raoulii Steud.
- Danthonia rhizomata Swallen
- Danthonia unarede Raoul

(vegeu-ne una relació més exhaustiva a Wikispecies)

## Sinònims
(Els gèneres marcats amb un asterisc (*) són sinònims probables)

(Els gèneres marcats amb dos asteriscs (**) són sinònims possibles)

Brachatera Desv., 
Brachyathera Kuntze, nom. inval., 
**Erythranthera Zotov, 
*Joycea H. P. Linder, 
Merathrepta Raf., 
**Rytidosperma Steud., 
*Sieglingia Bernh.